# Comment monsieur prend son bain
 (juillet 2025).
Pour plus de détails, voir Fiche technique et Distribution.
Comment monsieur prend son bain est un film français réalisé par Alice Guy en 1903.

## Synopsis
Un Monsieur se prépare à prendre son bain mais il a à peine ôté un habit qu'il est aussitôt vêtu d'un autre sorti du néant. Va-t-il réussir dans son entreprise ?

## Analyse
Alice Guy reprend ici une saynète déjà traitée en 1900 par Georges Méliès dans Le Déshabillage impossible.

## Fiche technique
- Titre : Comment Monsieur prend son bain
- Réalisation : Alice Guy
- Société de production : Société L. Gaumont et compagnie
- Pays d'origine :  France
- Genre : Film à trucs
- Durée : 1 minute
- Dates de sortie : 1903
- Licence : domaine public